# Nicolai Jørgensen
Nicolai Jørgensen (Fredericia, 15 de enero de 1991) es un exfutbolista danés. Jugaba de delantero y desde el final de la temporada 2021-22 se encontraba sin club tras pasar por el F. C. Copenhague.

## Trayectoria

### Akademisk Boldklub
Nicolai Jørgensen empezó su carrera en las inferiores del Grantoften IF, más tarde se unió al Skovlunde IF y finalmente se incorporó al Akademisk Boldklub, donde en 2006 fue cedido al equipo sub-15 del Brøndby IF donde jugó nueve partidos. En 2007 retornó al Akademisk y debutó en el primer equipo el 2 de mayo de 2009 contra el Skive IK, por la fecha 15 de la segunda categoría de Dinamarca. En conjunto danés jugó 32 partidos y convirtió 8 goles.

### Bayer 04 Leverkusen
Debido a su rendimiento deportivo fue contratado, por una suma de € 800 000, por el Bayer Leverkusen de la Bundesliga, donde el 12 de julio de 2010 firmó un contrato de cinco años. Hizo su debut el 29 de agosto contra el Borussia Mönchengladbach por la segunda fecha del campeonato alemán. Fue titular los primeros partidos de la temporada pero debido a su mala racha goleadora fue destituido del equipo titular, lo que lo llevó a jugar pocos partidos. En su primera temporada disputó nueve partidos de liga, uno de copa y ocho de Europa League, sin anotar goles. Esto generó para la temporada 2011-12, luego de jugar el primer partido del campeonato con el Bayer, fuera cedido por un año al 1. FC Kaiserslautern donde solo jugó cinco partido sin anotar goles.

### F. C. Copenhague
El 6 de julio de 2012 regresó a Dinamarca, debido a que fue cedido por un año al FC Copenhague. En su primera temporada jugó 36 partidos, convirtió 12 goles y se coronó campeón de la Superliga de Dinamarca 2012-13. Su buen rendimiento generó que, el 1 de septiembre de 2013 el club ejecutó la opción de compra por € 670 000. Nocolai firmó un nuevo contrato hasta que junio de 2016, donde posteriormente sería renovado por tres años más. En sus cuatro años en el club jugó 137 partidos, anotó 51 goles y salió campeón en dos oportunidades de la liga y de la Copa de Dinamarca.

### Feyenoord Róterdam
El 1 de septiembre de 2016 fue transferido al Feyenoord Róterdam por €3.5 millones firmando un trato de cinco años. En su primera temporada logró salir campeón de la Eredivisie 2016-17 donde además fue el goleador del torneo con 21 tantos.

## Selección nacional
El 4 de octubre de 2010, Jørgensen participó con la selección de fútbol de su país, para los partidos clasificatorios rumbo a la Eurocopa 2012, formando parte del Grupo H.  
Marcaría el gol del triunfo contra Bielorrusia el 14 de junio de 2011 en la Eurocopa Sub-21 de 2011, aunque más tarde quedaría eliminada su selección.
El 14 de noviembre de 2015, anotaría su primer gol internacional para Dinamarca. Tras posicionarse tercera en el Grupo I de la Clasificación para la Eurocopa 2016, su selección tendría que disputar los Play-off contra Suecia. Dinamarca perdería 2-1 ante Suecia, y más tarde el 2-2 en Copenhague la dejaría eliminada, pero él se volvería una pieza clave para su equipo.

## Estadísticas

### Clubes
Actualizado al último partido jugado el 14 de mayo de 2017.
| Akademisk BK Dinamarca | 2.ª                 | 2008-09             | 8   | 0  | 1  | 0  | 0 | 0 | -  | - | - | - | - | - | 8   | 0  | 1  | 0,00 |
| Akademisk BK Dinamarca | 2.ª                 | 2009-10             | 23  | 7  | 4  | 1  | 1 | 0 | -  | - | - | - | - | - | 24  | 8  | 1  | 0,33 |
| Akademisk BK Dinamarca | Total               | Total               | 31  | 7  | 5  | 1  | 1 | 0 | -  | - | - | - | - | - | 32  | 8  | 5  | 0,25 |
| Bayer 04 Leverkusen · Alemania | 1.ª                 | 2010-11             | 9   | 0  | 2  | 1  | 0 | 1 | 8  | 0 | 0 | - | - | - | 18  | 0  | 3  | 0,00 |
| Bayer 04 Leverkusen · Alemania | 1.ª                 | 2011-12             | 1   | 0  | 0  | 0  | 0 | 0 | 2  | 0 | 0 | - | - | - | 3   | 0  | 0  | 0,00 |
| Bayer 04 Leverkusen · Alemania | Total               | Total               | 10  | 0  | 2  | 1  | 0 | 1 | 10 | 0 | 0 | - | - | - | 21  | 0  | 3  | 0,00 |
| 1. F. C. Kaiserslautern · Alemania | 1.ª                 | 2011-12             | 5   | 0  | 0  | 0  | 0 | 0 | -  | - | - | - | - | - | 5   | 0  | 0  | 0,00 |
| 1. F. C. Kaiserslautern · Alemania | Total               | Total               | 5   | 0  | 0  | 0  | 0 | 0 | -  | - | - | - | - | - | 5   | 0  | 0  | 0,00 |
| F. C. Copenhague Dinamarca | 1.ª                 | 2012-13             | 27  | 11 | 6  | 1  | 0 | 2 | 8  | 1 | 0 | - | - | - | 36  | 12 | 8  | 0,33 |
| F. C. Copenhague Dinamarca | 1.ª                 | 2013-14             | 16  | 7  | 6  | 2  | 0 | 0 | 6  | 1 | 0 | - | - | - | 24  | 8  | 6  | 0,33 |
| F. C. Copenhague Dinamarca | 1.ª                 | 2014-15             | 25  | 10 | 2  | 4  | 0 | 0 | 8  | 2 | 0 | - | - | - | 37  | 12 | 2  | 0,33 |
| F. C. Copenhague Dinamarca | 1.ª                 | 2015-16             | 31  | 15 | 7  | 5  | 2 | 0 | 4  | 2 | 0 | - | - | - | 40  | 19 | 7  | 0,47 |
| F. C. Copenhague Dinamarca | Total               | Total               | 99  | 43 | 21 | 12 | 2 | 2 | 26 | 6 | 0 | - | - | - | 137 | 51 | 23 | 0,37 |
| Feyenoord · Países Bajos | 1.ª                 | 2016-17             | 32  | 21 | 13 | 3  | 2 | 2 | 6  | 2 | 1 | 1 | 0 | 0 | 42  | 25 | 16 | 0,59 |
| Feyenoord · Países Bajos | Total               | Total               | 32  | 21 | 13 | 3  | 2 | 2 | 6  | 2 | 1 | 1 | 0 | 0 | 42  | 25 | 16 | 0,59 |
| Total en su carrera | Total en su carrera | Total en su carrera | 177 | 71 | 41 | 17 | 5 | 5 | 42 | 8 | 1 | 1 | 0 | 0 | 237 | 84 | 47 | 0,35 |
| (1)Incluye Copa de Dinamarca (2008-10 / 2012-16), Copa de Alemania (2010-12), Copa de los Países Bajos (2016-17). (2)Incluye Liga Europa de la UEFA (2010-11 / 2012-13 / 2014-17), Liga de Campeones de la UEFA (2011-15). (3)Incluye Supercopa de los Países Bajos (2016). (4) No incluye datos de partidos amistosos ni categorías inferiores. |                     |                     |     |    |    |    |   |   |    |   |   |   |   |   |     |    |    |      |

## Palmarés

### Campeonatos nacionales
| Título                        | Club             | País         | Año     |
| ----------------------------- | ---------------- | ------------ | ------- |
| Superliga de Dinamarca        | F. C. Copenhague | Dinamarca    | 2012-13 |
| Copa de Dinamarca             | F. C. Copenhague | Dinamarca    | 2014-15 |
| Superliga de Dinamarca        | F. C. Copenhague | Dinamarca    | 2015-16 |
| Copa de Dinamarca             | F. C. Copenhague | Dinamarca    | 2015-16 |
| Eredivisie                    | Feyenoord        | Países Bajos | 2016-17 |
| Supercopa de los Países Bajos | Feyenoord        | Países Bajos | 2017    |
| Copa de los Países Bajos      | Feyenoord        | Países Bajos | 2017-18 |
| Supercopa de los Países Bajos | Feyenoord        | Países Bajos | 2018    |
| Superliga de Dinamarca        | F. C. Copenhague | Dinamarca    | 2021-22 |

### Distinciones individuales
| Distinción                              | Año     |
| --------------------------------------- | ------- |
| Goleador de la Eredivisie con 21 goles. | 2016-17 |